# Покус, Иван Иванович
Иван Иванович Покус (14 июля 1913, Сомовка, Полтавская губерния, Российская империя (ныне Зачепиловский район, Харьковская область, Украина) — 9 февраля 1999, Харьков, Украина) — советский и украинский государственный деятель, начальник Управления МВД в Харьковской области в 1954—1974, генерал-майор внутренней службы.
Племянник советского военачальника, комдива Якова Покуса.

## Биография
Родился в 1913 в с. Сомовка Полтавской губернии.
Участник Великой Отечественной войны, участник обороны Харькова. В 1941—1946 служил в войсках НКВД, МВД (169-й, 179-й, 175-й полк Внутренних войск НКВД СССР), прошёл путь от красноармейца до зам. командира батальона по политчасти.
С 1946 работал в партийных органах — освобождённый секретарь парторганизации 1-го Петровского сахарного комбината, второй секретарь Волчанского райкома КП(б)У (Харьковская область), первый секретарь Богодуховского райкома КП(б)У (Харьковская область). В 1954 окончил Киевскую высшую партийную школу при ЦК КП Украины (трёхгодичный курс).
В 1954—1974 — начальник Управления МВД по Харьковской области (позже — УВД Харьковской области, Управление охраны общественного порядка Харьковской области, УВД Харьковского облисполкома).
Председатель харьковского «Динамо» в 1967—1974 годах.
Последние девять лет жизни трудился директором учебно-производственного предприятия «Биотрон-3» в Харькове (труженики этого предприятия — инвалиды войны, труда и детства).

## Награды и память
Был награждён боевыми и государственными наградами, в том числе орденами Отечественной войны І степени, Красного Знамени, Трудового Красного Знамени, почётным знаком МВД Украины «Крест Славы».
На главном здании спорткомплекса харьковского стадиона «Динамо» установлена мемориальная доска И. И. Покусу в ознаменование его заслуг в организации динамовского движения в Харьковской области (2003, скульптор С. Гурбанов).